# Ringstraße (Wiesbaden)

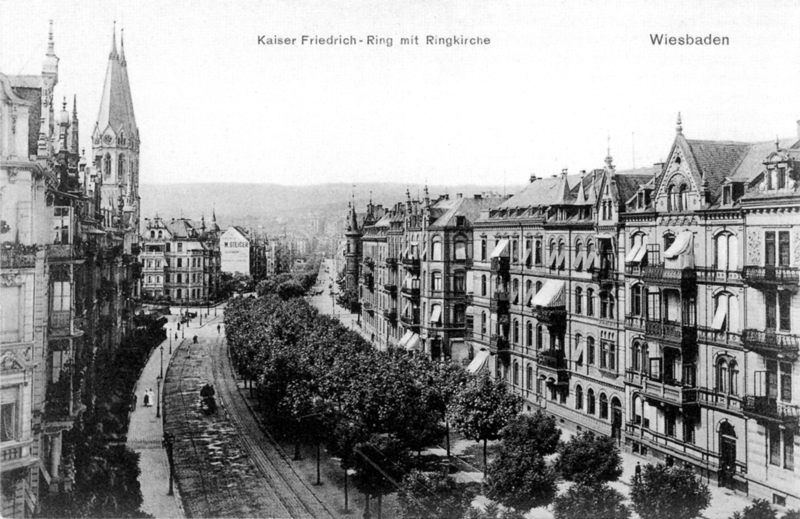
Diese Ansichtskarte von 1907 zeigt den bis heute völlig unveränderten Kaiser-Friedrich-Ring mit der Ringkirche

Die Ringstraße in Wiesbaden wurde in den Jahren 1890–1900 im Rahmen umfangreicher Stadterweiterungen angelegt. Heute ist sie Teil des 1. (Stadt-)Rings und hat zwischen dem Hauptbahnhof und dem Sedanplatz eine Länge von ca. 1950 m; mit dem Gustav-Stresemann-Ring sind es etwa drei Kilometer.
Die Straße wird durch Wohngebäude gesäumt, die im Zweiten Weltkrieg weitgehend unzerstört blieben und die mit ihren reich verzierten Fassaden im Stil des Historismus heute ein einzigartiges städtebauliches Ensemble darstellen. Neben dem Kurhaus, dem Staatstheater und der Marktkirche ist es vor allem die Ringstraße und ihre benachbarten Wohngebiete, die den Ruf Wiesbadens als Musterbeispiel des Historismus begründen.

## Geschichte und städtebauliche Zusammenhänge

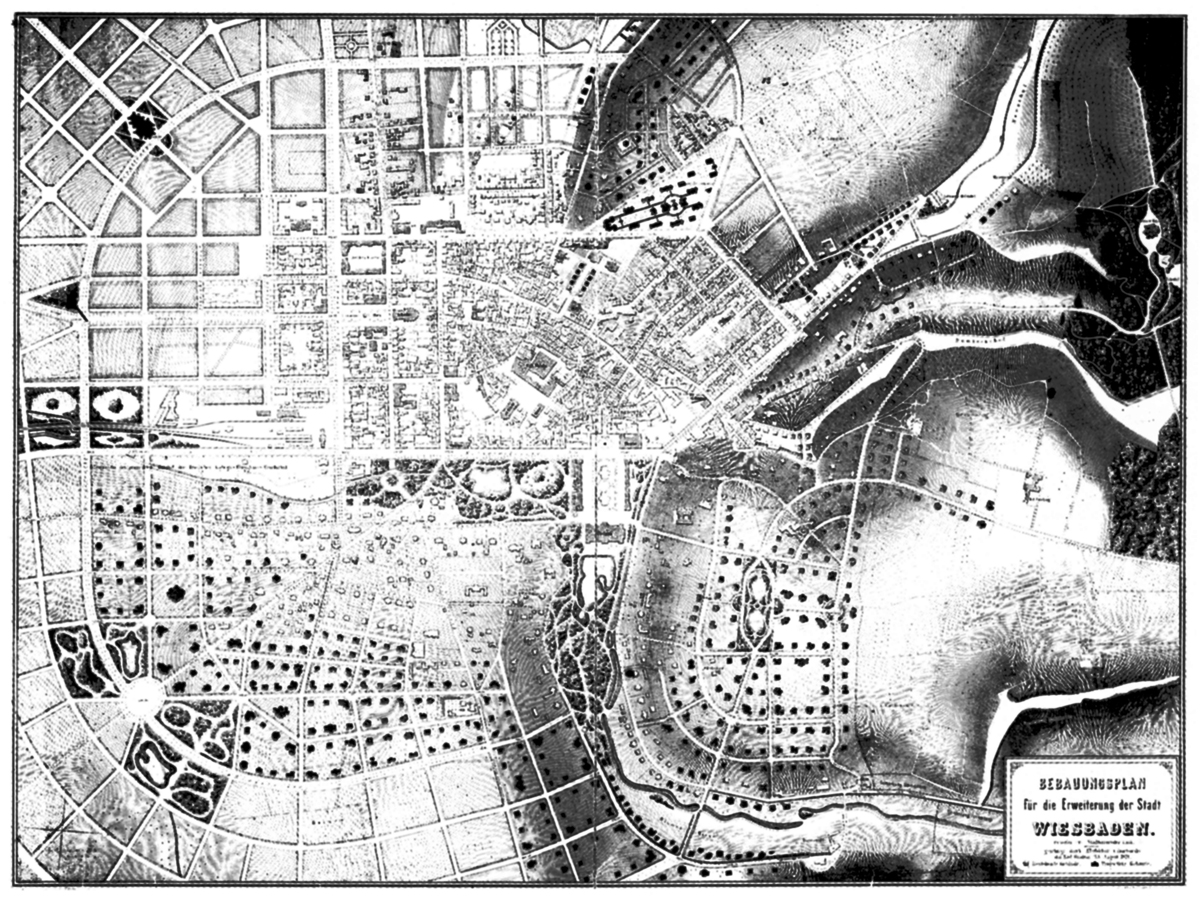
Bebauungsplan für Wiesbaden 1871 von Stadtbaurat Alexander Fach. Der Plan zeigt die realisierte Ringstraße im Verlauf des Bismarckrings, des Kaiser-Friedrich-Rings (Viertelkreis oben links) und vertikal des Kaiser-Wilhelm-Rings (heute: Gustav-Stresemann-Ring) links und den in dieser Form nicht verwirklichten Abschnitt im Südosten der Stadt (unten).

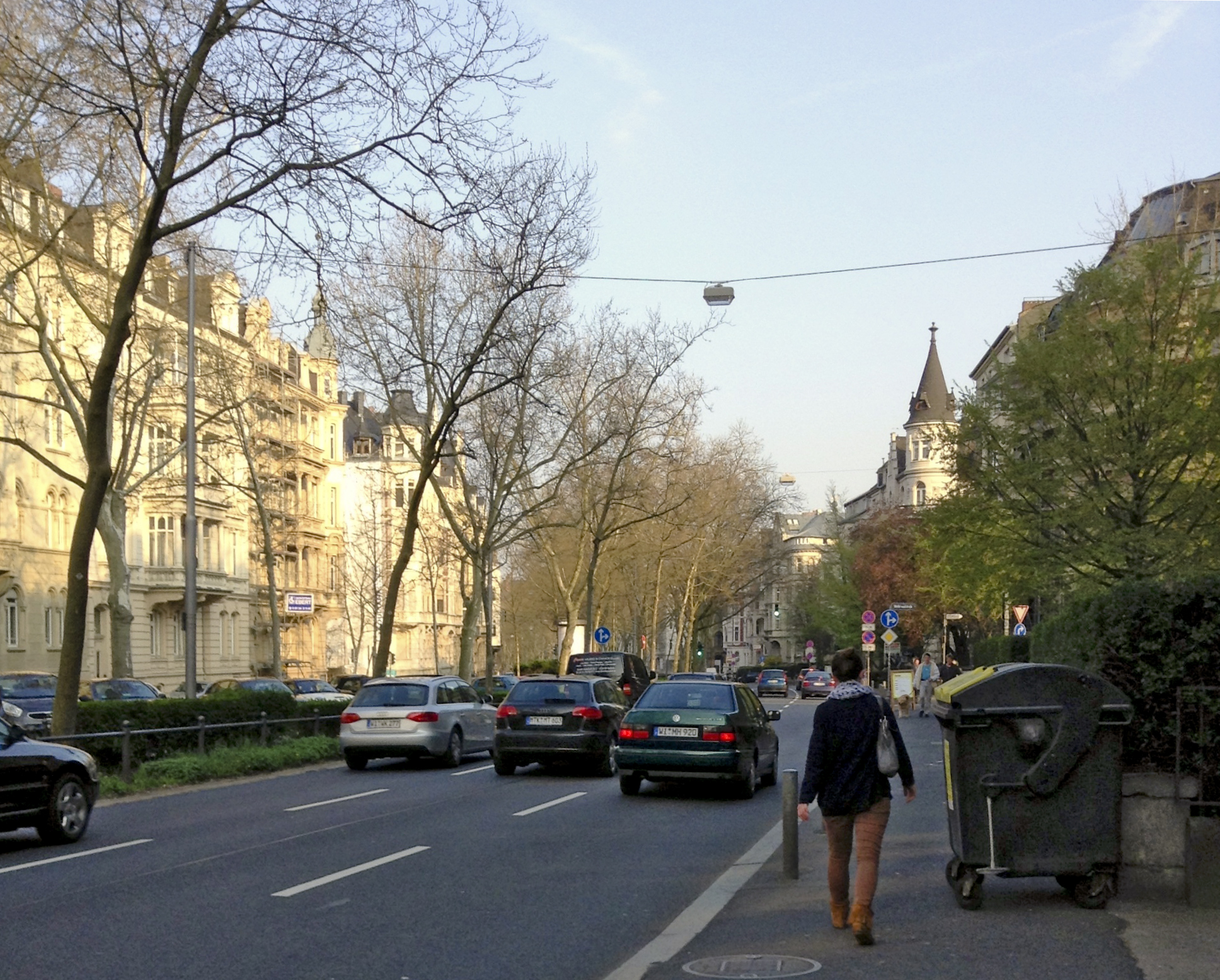
Kaiser-Friedrich-Ring

Als in der zweiten Hälfte des 19. Jahrhunderts die Einwohnerzahl der damaligen „Weltkurstadt Wiesbaden“ sehr stark stieg – es gab fast eine Verzehnfachung von ca. 11.650 im Jahr 1840 auf ca. 109.000 im Jahr 1910 (siehe auch Einwohnerentwicklung von Wiesbaden) – waren umfangreiche Stadterweiterungen notwendig. Es entstanden neue Wohngebiete wie das Feldherren-, Rheingau- und Dichterviertel mit meist viergeschossigen großzügigen Bürgerhäusern. Die Ringstraße bildete die Lebensader dieser neuen Stadtteile. Sie verläuft vom 1904 bis 1906 erbauten Hauptbahnhof zunächst in einem Viertelkreisbogen nach Nordwesten um das Historische Fünfeck herum und dann weiter nach Norden bis zum Sedanplatz.
Die Ringstraße besteht aus zwei Teilen: dem Kaiser-Friedrich-Ring (benannt nach Kaiser Friedrich III.) und dem Bismarckring (benannt nach Reichskanzler Fürst Otto von Bismarck).
- Der Kaiser-Friedrich-Ring beschreibt einen exakten Viertelkreisbogen mit einem Radius von 706 m. Den Mittelpunkt dieses Kreisbogens liegt auf dem Mittelstreifen der Rheinstraße vor dem Luisenplatz. Südlicher Ausgangspunkt des Viertelbogens ist somit die in Nord-Süd-Richtung verlaufende Adolfsallee, westlicher Endpunkt des Bogens die in Ost-West-Richtung verlaufende Rheinstraße. Am Schnittpunkt von Rheinstraße und Kaiser-Friedrich-Ring steht die Ringkirche. Der Kaiser-Friedrich-Ring wird bis zur Dotzheimer Straße um ca. 100 m geradlinig fortgesetzt. Der Kaiser-Friedrich-Ring bildet die Grenze vom Stadtteil Mitte zu den Stadtteilen Rheingauviertel und Südost. Der Mittelstreifen ist größtenteils von drei Reihen Platanen bepflanzt. Fehlende Bäume wurden in den letzten Jahren nur teilweise ersetzt.
- Der Bismarckring beginnt an der Dotzheimer Straße und verläuft geradlinig nach Norden bis zum Sedanplatz. Er trennt den Stadtteil Westend vom westlichen Feldherrenviertel vom älteren Inneren Westend. Der Bismarckring hat eine Länge von ca. 600 m. In der Straßenmitte verläuft dort ein beidseitig von Platanenreihen begleiteter Fußweg. Die westliche Seite hat seit 2019 eine durchgehende Busspur, die für Radfahrer freigegeben ist. Auf der Ostseite ist ein Fahrradstreifen markiert.

Eine vollständige Umschließung der Stadt hat man nie geplant, was wegen der Lage Wiesbadens am Südhang des Taunus auch nicht möglich gewesen wäre. Trotzdem verwendete man – analog zu Projekten in anderen Städten – ebenfalls den städtebaulichen Begriff ‚Ringstraße‘.
Das Ringstraßenprojekt wurde bereits 1871 als Lösung für die sich abzeichnende zügige Entwicklung des Baugeschehens vom Stadtbaumeister Alexander Fach vorgelegt. Er orientierte sich am Vorbild anderer Großstädte wie Wien, Köln, Düsseldorf und Dortmund, wo man nach der Schleifung der Befestigungsanlagen Ringstraßen realisiert hatte. Fachs Plan wurde zunächst mit dem westlichen Teil des Rings gegen 1900 verwirklicht. Seine Planungen sahen aber vor, die Ringstraße auf östlicher Seite bis zur Bierstadter Straße zu vervollständigen, so dass die Wiesbadener Innenstadt von einer symmetrisch angelegten Allee in Form eines ‚U‘ umschlossen worden wäre. Der Hauptbahnhof hätte in der Mitte dieses Straßenzuges gelegen. Die wirtschaftliche Lage und der Ausbruch des Ersten Weltkriegs verhinderten die Ausführung. Im Verlauf der bis 1900 bogenförmig angelegten Lessingstraße über die Frankfurter Straße hinaus bis zum Langenbeckplatz, ist die vorausschauende Planung für den östlichen Ringabschnitt zu erkennen. Sie war als Gegenstück zur diagonal verlaufenden Herderstraße innerhalb des Ringbogens auf der bereits gebauten westlichen Seite gedacht.
Bis zum Ersten Weltkrieg führte die gradlinige Fortsetzung (Kaiser-Wilhelm-Ring) über den Kaiserplatz hinaus (heute: Bahnhofsplatz) bis zur Mainzer Straße und wurde erst 1937 bis zur Frankfurter Straße verlängert. Seit 1950 heißt dieser Abschnitt Gustav-Stresemann-Ring. Im folgenden Jahr wurde der Ring unter Aufgabe der alten geometrischen Idee Fachs autogerecht bis zur Bierstadter Straße als Moltkering realisiert.

## Topographie

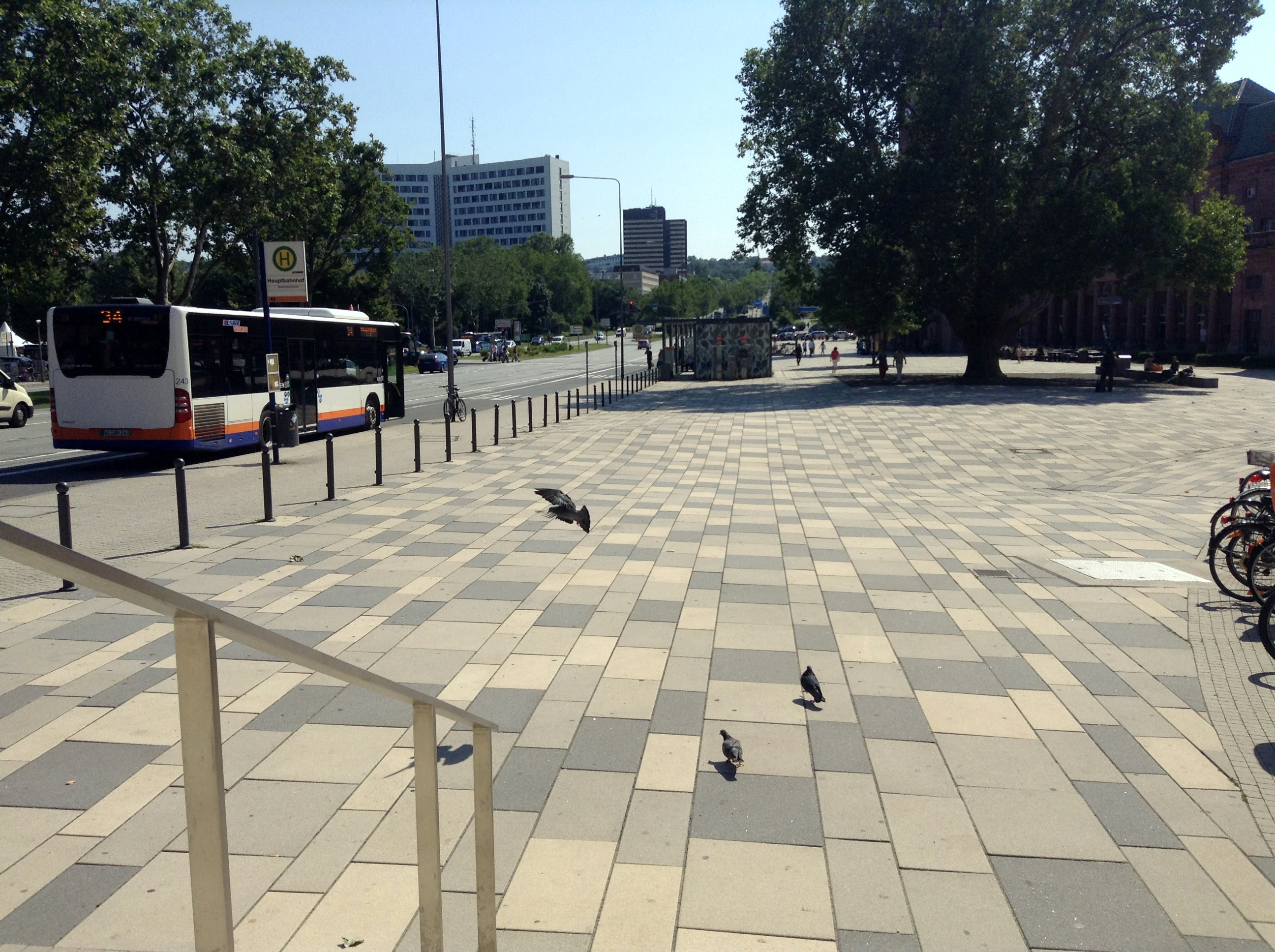
Ringstraße in Höhe des Hauptbahnhofs

Den niedrigsten Punkt der Ringstraße bildet der Hauptbahnhof, den höchsten die Ringkirche. Der Kaiser-Friedrich-Ring hat eine etwas flacher werdende Steigung vom Hauptbahnhof bis zur Ringkirche. Ab dort fällt der Bismarckring bis zur Bleich- Ecke Blücherstraße ab, bevor er ab hier bis zum Sedanplatz wieder ansteigt.

## Erscheinungsbild
Die Ringstraße hat eine durchgängige Breite von ca. 35–40 m mit einem breiten Mittelstreifen, der mit drei bzw. vier Reihen Platanen bestanden ist. Im Bereich des Kaiser-Friedrich-Rings gibt es auf der südwestlichen Außenseite der Straße einen schmalen Vorgarten-Streifen.
Die Gebäude an der Ringstraße sind fast ausnahmslos viergeschossige Bürgerhäuser mit prachtvollen Fassaden im Stil des Historismus. Bemerkenswert ist die Vielfalt und der Detailreichtum an Erkern, Balkonen, Säulen und sonstigen Stuck-Elementen. Besonders ins Auge fallen die nach Wiener und Berliner Vorbild gestalteten Turm- bzw. kuppelgekrönten Eckbauten.
Um das Jahr 2012 gab es eine Diskussion in der Stadt um das denkmalgeschützte Haus mit der Hausnummer 44, das infolge betrügerischer Geschäfte stark heruntergekommen war.

## Gebäude
An der Ringstraße gibt es nur wenige öffentliche Gebäude. Neben dem Hauptbahnhof im Süden und der Ringkirche an der Ecke zur Rheinstraße sind dies das Landeshaus an der Ecke Moritzstraße, in dem heute das Hessische Ministerium für Wirtschaft, Verkehr und Landesentwicklung untergebracht ist. Südlich des Gutenbergplatzes liegen die Lutherkirche und die Gutenbergschule.
Vor allem die Wohngebäude des Kaiser-Friedrich-Rings zeigen die Stilvielfalt des Historismus. Beispiele der Neogotik sind die Häuser Nr. 28 und 52, die am häufigsten vertretene Neorenaissance zeigt sich beispielsweise in den Häusern Nr. 24, 48, 50, 52 und 57, den Neobarock repräsentieren die Gebäude Nr. 60 und 76. Häufig treten auch Mischformen auf, wie z. B. in Nr. 66, oder Elemente des Jugendstils werden verwendet (Nr. 53). Dabei werden häufig alle drei Stilarten der klassischen Antike verwendet: so gibt es häufig Balkonvorbauten die übereinander von dorischen, ionischen und korinthischen Säulen gestützt werden (beispielsweise Häuser Nr. 17, 23, 49). Der Detailreichtum in Gesimsen, Säulen, Statuen, Figuren etc. lässt immer wieder Neues entdecken. Die Häuser am Bismarckring sind im Gegensatz zum später entstandenen Kaiser-Friedrich-Ring weniger prunkvoll ausgestattet. Fast alle Gebäude beherbergen dort Geschäfte.

## Verkehrliche Bedeutung
Die Ringstraße ist Teil der B 54 und mit drei Fahrspuren je Richtung städtische Hauptverteilungsstraße. Sie ist der erste, d. h. innere von zwei Stadtringen, die den Verkehr um die Wiesbadener Innenstadt herumführen. Sie dienen außerdem als Verteiler bzw. Verbindung zwischen den nordwestlichen Ausfallstraßen nach Taunusstein (B 54) und Limburg an der Lahn (B 417) und den südlichen zur A 643 nach Mainz, zur Biebricher Allee nach Biebrich, zur A 671 Richtung Hochheim am Main bzw. Darmstadt und zur B 455 Richtung Mainz-Kastel.
Das Linksabbiegen von der Bahnhofstraße auf den Gustav-Stresemann-Ring geschieht durch eine Michigan Left genannte Verkehrsführung, bei der zunächst rechts abgebogen und anschließend eine 180°-Wende durchgeführt wird. Diese Verkehrsführung ist weniger unfallanfällig und sorgt durch eine wegfallende Ampelphase insbesondere für einen flüssigeren Verkehr.